# 퀀텀온
퀀텀온(QuantumOn Co. Ltd.)은 대한민국의 기업이다. 본사는 서울 강남구 강남대로 112길 32에 위치해 있으며 대표이사는 이형웅이다.

## 역사
2023년 대한종건과 합병하였다. 에이치앤비디자인에서 현재의 사명으로 변경하였다.

## 논란
2024년 서울회생법원이 퀀텀온의 신청 취하서 제출로 파산신청을 기각했다 또한 퀀텀온에 투자주체와 대주주의 정체가 불분명하다는 비판이 있다

## 유상증자
크립토케어가 제3자 배정 유상증자에 참여해 퀀텀온의 최대주주가 되었다 2024년 운영자금 등 60억원을 조달하고자 1천4원에 바이오트랜스큐어2호 투자조합을 대상으로 제3자배정 유상증자를 결정하자
이에 대해 알베로네이처 외 5명이 서울고등법원에 제3자배정 유상증자 발행금지 등 가처분 소송을 제기했다 2024년 10월 블루서밋캐피털은 회사가 50억원 규모의 유상증자를 최초 결의한 후 진행한 것에 대해 주주총회 결의 부존재·무효확인을 청구했다.

## 상장
2018년 11월 15일에 코스닥 시장에 상장하였다.

## 같이 보기
- 양자컴퓨터

## 참고 문헌
1. ↑  권용희, 퀀텀온 ①반년 만에 사라진 90억…경영 부실 ‘경고등’, 인더뉴스, 2024년 5월 16일
2. ↑  박순엽, 퀀텀온, 파산신청 기각, 이데일리, 2024년 5월 2일
3. ↑  권용희, 퀀텀온 ②상폐 세력의 귀환?…대주주 행방은 ‘오리무중’, 인더뉴스, 2024년 5월 30일
4. ↑  김진현, 퀀텀온, 3자배정 유상증자로 크립토케어가 최대주주, 블로터, 2024년 5월 3일
5. ↑  퀀텀온, 60억원 3자배정 유상증자 결정, 연합뉴스, 2024년 5월 7일
6. ↑  퀀텀온, 제3자 유상증자 발행금지 피소, 이데일리, 2024년 5월 30일
7. ↑  서용덕, ‘경영권 분쟁’ 퀀텀온, 상한가 직행, 영남일보, 2024-10-30